# Buduran (Buduran)
Buduran is een bestuurslaag in het regentschap Sidoarjo van de provincie Oost-Java, Indonesië. Buduran telt 5624 inwoners (volkstelling 2010).